# Monte Genyen
O Monte Genyen ('Genyen Shan) ou Ge'nyen, é uma montanha na cordilheira de Sujuão Ocidental, na China. Com uma altitude de 6.204 metros (20.354 pés) , é o terceiro pico mais alto na província chinesa de Sujuão. Foi escalado pela primeira vez por Karl Unterkircher com uma equipe japonesa em 1988.
Genyen é considerada a XIII montanha sagrada, entre as 24 montanhas sagradas do budismo tibetano.